# Quit Your Dayjob

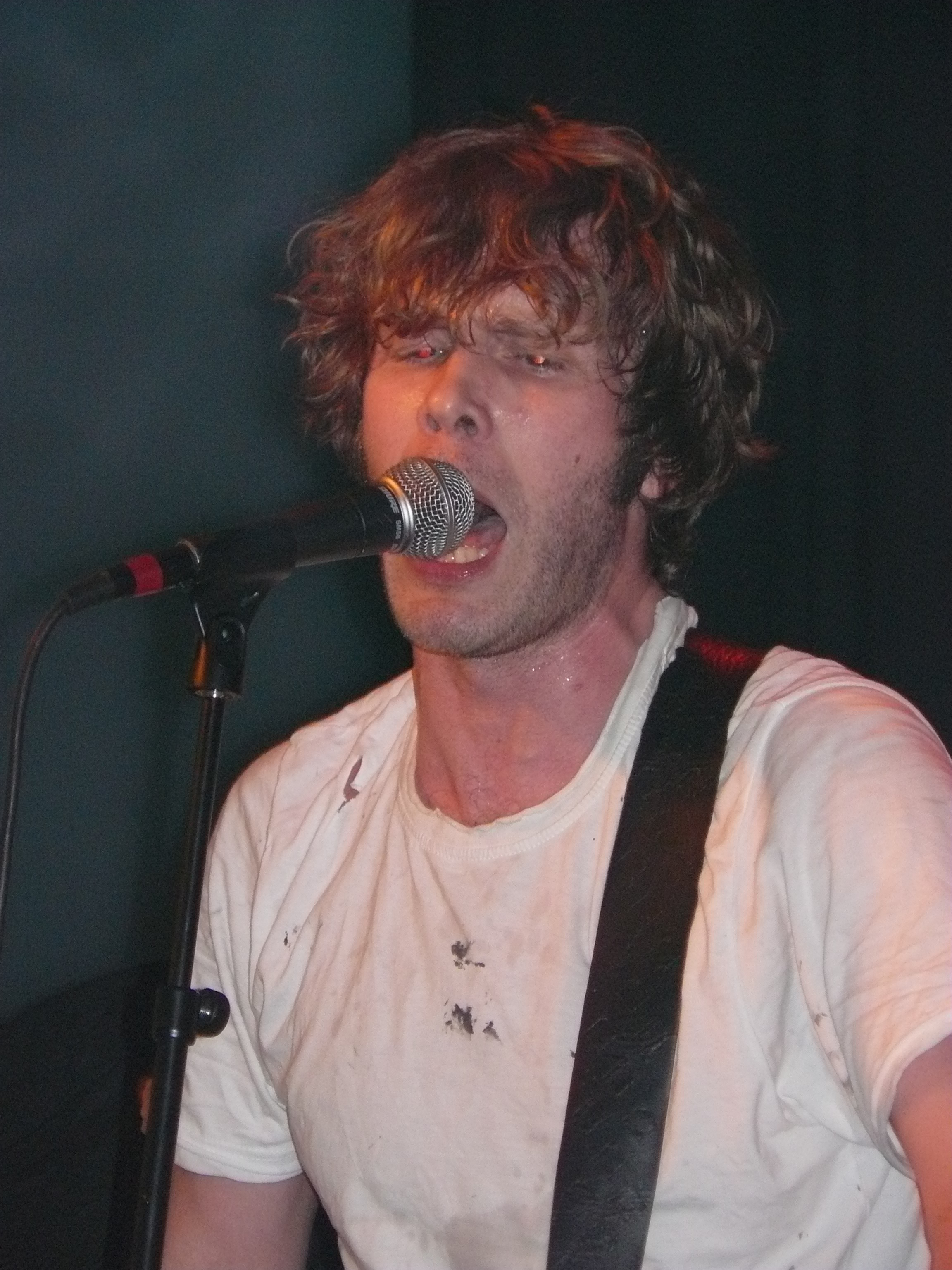
Jonass, de zanger van Quit Your Dayjob

Quit Your Dayjob is een Zweedse electropunkband die bestaat uit drie leden: Jonass (gitaar en zang), Marcass (synthesizer) en Drumass (drums). Ze staan bekend om hun korte (qua tekst en duur) en energieke nummers waarbij er veel aandacht is voor de synthesizer (die de bas vervangt) en humor. 
In augustus 2005 bracht Quit Your Dayjob onder het platenlabel Bad Taste Records haar eerste volledige album uit: Sweden we've got a problem. Quit Your Dayjob supportte tijdens de Europe We Got A Problem Tour 2005/06 OK Go in Europa en de Verenigde Staten.
Ze hebben in de afgelopen jaren onder andere met Danko Jones, The Hives, Turbonegro, Juliette and the Licks, Flogging Molly en Electric Eel Shock opgetreden. Ook hebben ze op een paar van de grootste festivals van Europa gestaan, waaronder Rock Am Ring, Rock im Park, Lowlands, Roskilde, Hultsfred, Donauinsel en het Download Festival. 
In 2007 bracht Quit Your Dayjob nieuwste album uit: Tools For Fools, waarop onder andere de nummers Crime is ahead of technology en Bodypoppers staan.

## Live
Quit Your Dayjob is tijdens haar optredens erg energiek. De liveshows zijn simpel maar erg humoristisch. Zo ontkleedt Marcass zichzelf bijna geheel tijdens de show terwijl hij erotische dansjes doet en Jonass trekt rare bekken en doet gekke danspasjes. De drummer houdt zich puur bezig met het drumstel: geen enkel nummer is onder de 160 BPM.

## Discografie
- Quit your Dayjob (EP – 2004):

1. Freaks Are Out
2. Coconut
3. Look! A Dollar
4. Tanktop
5. Wasted
6. Pigs From Hell
7. Mike Fast
8. Iron Fist

- Sweden we've got a problem (2005):

1. Banzai Butterfly
2. Sweden We Got A Problem
3. Sperms Are Germs
4. Evil Ray
5. Pissing On A Panda
6. Brain In Vain
7. E-Bay Ghetto
8. Man Power
9. Cities Suck
10. Erase My Face
11. Vlado Video
12. (Ove 1)
13. She-Male Godzilla
14. Touch + Go
15. I Need A Tourguide For My Own Head
16. Subhumanist
17. 2face
18. (Ove 2)

- Tools For Fools (2007):

1. Warmachine (feat. R.A. The Rugged Man)
2. Crime is ahead of technology
3. Bodypoppers
4. Beat the boss
5. Frank Suicide
6. Medieval monsters in the modern man
7. Police are coming
8. Tools for fools
9. Kream of the krap
10. Bob Dallas
11. Danger! Fire kills children
12. Thank u 4 coming
13. Execute the prankster

## Uitrusting
- Jonass: Fender Telecaster, Fender buizencombo, BOSS digital delay (voor zang).
- Marcass: Korg M-500 Micro preset, sampler (voor geluidseffecten en drums in sommige nummers).